# گای کوک
گای کوک (انگلیسی: Guy W. D. Cook) (زاده ۱۰ اکتبر ۱۹۵۱) زبان‌شناس کاربردی است. او در حال حاضر استاد زبانشناسی در کالج کینگ در لندن در بریتانیا و همچنین رئیس انجمن بین‌المللی زبانشناسی کاربردی برای دوره ۲۰۰۹–۲۰۱۲ است.